# Cane legato non morde
Cane legato non morde (Fit to Be Tied) è un film del 1952 diretto da William Hanna e Joseph Barbera. Il film è il sessantanovesimo cortometraggio della serie Tom & Jerry, distribuito il 26 luglio del 1952 dalla Metro-Goldwyn-Mayer. Questo film è il sequel del film del 1944 La guardia del corpo.

## Trama
Jerry corre a togliere un chiodo dalla zampa di Spike. Come ricompensa il cane diventa il protettore di Jerry, dandogli una campanella da suonare ogni volta che lui si trovi in difficoltà con Tom. E così il gatto è costretto a servire Jerry, altrimenti Spike verrà a picchiarlo. Più tardi, leggendo il giornale, Tom scopre che una nuova legge stabilisce di legare i cani al guinzaglio. In seguito a ciò anche Spike è legato, e non può più correre in aiuto di Jerry al suono della campanella e così adesso il topo è costretto a servire Tom. Jerry, leggendo il giornale, vede che la legge sui cani messi al guinzaglio è stata abolita, così Spike ora è libero e, al suono della campanella, arriva a prendere le difese di Jerry contro Tom. Nel finale Spike porta Tom al guinzaglio e lo prende a calci ogni volta che Jerry suona la campanella.